# Kanumarathon-Europameisterschaften 2014
Die 11. Kanumarathon-Europameisterschaften fanden vom 14. bis 15. Juni 2014 im slowakischen Piešťany statt. Der austragende Verband war die ECA.
Es wurden vier Wettbewerbe für Männer und zwei Wettbewerbe für Frauen ausgetragen.

## Medaillengewinner

### Herren

#### Canadier
Distanz jeweils 26,2 km
| Disziplin | Gold                            | Zeit      | Silber                                      | Zeit      | Bronze                               | Zeit      |
| --------- | ------------------------------- | --------- | ------------------------------------------- | --------- | ------------------------------------ | --------- |
| C1        | Portugal Nuno Barros            | 2:07:42 h | Ungarn Marton Köver                         | 2:07:49 h | Spanien David Mosquera               | 2:08:03 h |
| C2        | Spanien Óscar Graña Ramón Ferro | 2:00:26 h | Ukraine Oleksandr Levchenko Andrii Shapoval | 2:01:13 h | Polen Bartosz Dubiak Mateusz Zuchora | 2:03:04 h |

#### Kajak
Distanz jeweils 30 km
| Disziplin | Gold                               | Zeit         | Silber                                 | Zeit         | Bronze                                               | Zeit         |
| --------- | ---------------------------------- | ------------ | -------------------------------------- | ------------ | ---------------------------------------------------- | ------------ |
| K1        | Portugal José Ramalho              | 2:14:14 h    | Spanien Iván Alonso                    | 2:14:16 h    | Norwegen Mathias Hamar                               | 2:14:19 h    |
| K2        | Spanien Emilio Merchán Iván Alonso | 2:03:56,70 h | Spanien Walter Bouzan Álvaro Fernández | 2:03:57,00 h | Vereinigtes Königreich Andrew Daniels Timothy Pendle | 2:03:57,84 h |

### Damen

#### Kajak
Distanz jeweils 26,2 km
| Disziplin | Gold                              | Zeit      | Silber                                  | Zeit      | Bronze                                            | Zeit      |
| --------- | --------------------------------- | --------- | --------------------------------------- | --------- | ------------------------------------------------- | --------- |
| K1        | Ungarn Renata Csay                | 2:02:14 h | Vereinigtes Königreich Lizzie Broughton | 2:02:39 h | Italien Stefania Cicali                           | 2:03:15 h |
| K2        | Ungarn Edina Csernák Eniko Vaczai | 1:59:02 h | Italien Anna Alberti Stefania Cicali    | 1:59:03 h | Vereinigtes Königreich Lizzie Broughton Fay Lamph | 1:59:27 h |

## Medaillenspiegel
| Rang   | Nation                 | Gold | Silber | Bronze | Gesamt |
| ------ | ---------------------- | ---- | ------ | ------ | ------ |
| 1      | Spanien                | 2    | 2      | 1      | 5      |
| 2      | Ungarn                 | 2    | 1      | 0      | 3      |
| 3      | Portugal               | 2    | 0      | 0      | 2      |
| 4      | Vereinigtes Königreich | 0    | 1      | 2      | 3      |
| 5      | Italien                | 0    | 1      | 1      | 2      |
| 6      | Ukraine                | 0    | 1      | 0      | 1      |
| 7      | Norwegen               | 0    | 0      | 1      | 1      |
| 7      | Polen                  | 0    | 0      | 1      | 1      |
| Gesamt | Gesamt                 | 6    | 6      | 6      | 18     |